# Eduard Erne
Eduard Erne (* 1958 in Bregenz) ist ein österreichischer Filmregisseur, Schauspieler und Fernsehjournalist, der in Deutschland und der Schweiz lebt und arbeitet. 

## Leben
Eduard Erne besuchte nach der Matura das Max-Reinhardt-Seminar in Wien, wo er sich als Schauspieler und Regisseur ausbilden ließ. Von 1980 bis 1983 folgte ein Regiestudium am Mozarteum Salzburg und danach eine Theaterarbeit als Schauspieler und Regisseur am Schauspielhaus (Wien), am Theater am Turm in Frankfurt am Main und an den Hamburger Kammerspielen.
In den 1980er-Jahren war er Darsteller in verschiedenen Film- und Fernsehproduktionen, beispielsweise in Peter Keglevics Der Bulle und das Mädchen sowie im Tatort und in der Krimiserie Derrick. Ab den 1990er-Jahren trat er mehr und mehr als Regisseur von Dokumentarfilmen hervor, darunter Totschweigen (Drehbuch und Regie mit Margareta Heinrich 1990–1994), Indiras Tagebuch (2000) und Vogelmenschen (2006).
1995 und 1996 war Erne in der Jury des Prix Europa, einem Wettbewerb für Fernseh-, Hörfunk- und Online-Produktionen.
Ab 1997 war er als Autor und Redakteur für das politische Magazin Dienstag - das starke Stück der Woche im HR-Fernsehen tätig. Im Dezember 2001 und wurde er wegen eines ‚satirischen‘ Beitrags entlassen, in dem es um die Wahl zum „Arsch des Jahres“ ging; die Kandidaten waren ein BSE-Rind, ein Kampfhund und der damalige hessische Ministerpräsident Roland Koch.
1999 und 2003 war Erne Gastprofessor am Institut für angewandte Theaterwissenschaften der Justus-Liebig-Universität Gießen. Von 2007 bis 2021 war er Kulturredakteur beim Schweizer Fernsehen.

## Auszeichnungen (Auswahl)
- 1995: Prix Futura Berlin
- Preis der Jury - Mediawave Győr/Ungarn
- Soros Grant
- 2000: Goldenes Einhorn Alpinale Bludenz
- 2005: Special Jury Award – World Fest Houston 2005
- 2006 puk-Journalistenpreis des Deutschen Kulturrats
- 2006: Best Film - Matsalu Nature Film Festival, Estland
- 2017 Cultural Value Award, Montelupo Fiorentina Film Festival
- 2017 Harlem Spotlight (Documentary) / Harlem International Film Festival

## Filmografie (Auswahl)

### Als Schauspieler

#### Film
- 1981: Der Schüler Gerber
- 1985: Der Bulle und das Mädchen
- 1987: ’38
- 1995: Hasenjagd

#### Fernsehen
- 1982: Tatort – Mordkommando (Fernsehreihe)
- 1985: Derrick – Kranzniederlegung
- 1986: Tatort – Tod auf Eis
- 1988: L’Heure Simeons
- 1994: Ärzte

### Als Regisseur

#### Film
- 1994: "Totschweigen", (gemeinsam mit Margareta Heinrich)
- 2000: "Indiras Tagebuch"
- 2004: "Vogelmenschen"
- 2009: "Herrenkinder", (gemeinsam mit Christian Schneider)
- 2015: "Der vergessene Krieg - San Gusmè und das Theater der Erinnerung", (gemeinsam mit Ulrich Waller)
- 2020: "Amara terra mia", (gemeinsam mit Ulrich Waller und Dania Hohmann)

### Fernsehen
- 1996: "Der lange Schatten von Mogadischu – Monika Haas und RAF"
- "Sieben Schlafzimmer"
- 2000: "Stalin hat uns das Herz gebrochen" (gemeinsam mit Minka Pradelski)
- 2006: "Der Ulmer – SS-Einsatzgruppen vor Gericht"
- kulturzeit-extra: "André Hellers Traum... vom Fussball"
- kulturzeit-extra: "Das Bob Dylan-Rätsel"
- 2011: "... träumen, dass man träumt - Bice Curiger und die Biennale di Venezia"
- 2012: "Laila, Hala und Karima - Ein Jahr im revolutionären Kairo", (gemeinsam mit Ahmed Abdel Mohsen)
- 2013: "S. Corinna Bille - Das Schreibetier" (gemeinsam mit Regula Imboden)
- 2017: "Die Rede - Als Barack Obama Präsident der USA wurde"
- 2018: "Ein Regisseur unter Hausarrest - Wie Kirill Serebrennikow in Zürich Mozart inszenierte", (gemeinsam mit Julia Bendlin)
- 2023: "Wem gehört der Lago Maggiore? - Der Streit ums Wasser", (gemeinsam mit Christoph Potting)

## Belege
1. ↑  Skandal beim HR? Rausschmiss wegen Roland-Koch-Satire. Auf: wildwechsel.de.

| Personendaten    | Personendaten                                   |
| ---------------- | ----------------------------------------------- |
| NAME             | Erne, Eduard                                    |
| ALTERNATIVNAMEN  | Erne, Eduard D.                                 |
| KURZBESCHREIBUNG | österreichischer Schauspieler und Filmregisseur |
| GEBURTSDATUM     | 1958                                            |
| GEBURTSORT       | Bregenz                                         |